# Nasse Heide
Die Nasse Heide (auch Kreuzsteingruppe genannt) im Fichtelgebirge ist ein dem Ochsenkopf südöstlich vorgelagerter bewaldeter Höhenrücken, welcher im Westen durch die Warme Steinach und im Osten durch die Fichtelnaab begrenzt ist.
Naturräumlich gehört sie zur Haupteinheit Hohes Fichtelgebirge (394). Seit September 2010 existiert ein vorläufiger Neuentwurf der Naturräume Nordostbayerns, laut der die Kreuzsteingruppe zu einer feiner gefassten Untereinheit  Hohes Fichtelgebirge (im engeren Sinne) gezählt wird.

## Geographie
Unter Nasse Heide im engeren Sinn versteht man heute das teilweise sumpfige Hochplateau rund um die höchste Erhebung, den Kreuzstein (838 m ü. NN) und der Gipfelauswahl Schanzberg (742 m ü. NN), Geißberg (818 m ü. NN), Platte (830 m ü. NN), Klausenberg (835 m ü. NN), Scheibenberg (800 m ü. NN), Mittelberg (670 m ü. NN), Tannenberg (711 m ü. NN) und Schwarzberg (682 m ü. NN).
Die Gemeinden Mehlmeisel, Brand und Immenreuth liegen an der Nassen Heide.

## Geschichte
Ursprünglich teilte man das südwestliche Fichtelgebirge in zwei Heiden (Weideland) auf: Die Hohe Heide westlich des Schneeberg- und die Königsheide südlich des Ochsenkopf-Massivs, östlich der Warmen Steinach auch die hier beschriebene Nasse Heide genannt. Die Nasse Heide wird heute, nach ihrer höchsten Erhebung Kreuzstein, auch Kreuzsteingruppe genannt. In ihr entspringen u. a. die Flüsse Haidenaab und Tauritzbach, sie wird im Osten begrenzt durch die Fichtelnaab.
Historisch gesehen gelten diese Bezeichnungen auch heute noch, nachdem im Jahre 1542 Caspar Brusch in einem Büchlein über das Fichtelgebirge (ohne historischen Hintergrund) nur das Gebiet zwischen Ochsenkopf und Weidenberg als „Königsheide“ bezeichnete.

## Erschließung
Zahlreiche markierte Wanderwege, die vom Fichtelgebirgsverein angelegt wurden, durchziehen das Waldgebiet. Von Westen her kommen die Hauptwanderwege Westweg, Südweg und Mittelweg und erschließen das Waldgebiet für den Wanderer.

## Naturbetrachtungen
Die autochthone Baumart, die den Bergrücken und die Hänge bedeckt, ist die Fichte. Im Jahr 1848 wurde der Wald größtenteils abgeholzt und der Bergrücken blieb viele Jahre unaufgeforstet. 1880 entschloss sich die Forstverwaltung zur Aussaat von Latschenkiefernsamen. Aus dieser Zeit stammen die bis zu fünf Meter hohen Latschendickungen.